# 徐栄
徐 栄（じょ えい、? - 192年）は、中国後漢時代末期の武将。幽州玄菟郡の人。

## 事跡
董卓に仕えて中郎将となった。冀州刺史を追われた友人の公孫度を遼東太守に推挙して、後に公孫度が自立するきっかけを作っている。
初平元年（190年）に袁紹らの反董卓諸侯が挙兵すると、徐栄は李蒙と共に董卓の命で豫州へ出撃した。徐栄は滎陽県汴水で曹操・鮑信軍と遭遇したため、これを撃破し衛茲・鮑韜（鮑信の弟）を討ち取った。ただ、曹操軍が懸命に抗戦したのを見ると、徐栄は容易に滅ぼせないと見て、最終的な決着はつけずに軍を返している。また初平2年（191年）、梁県で反董卓側の孫堅軍と遭遇するとこれを撃ち破り、潁川太守の李旻と張安を生け捕って、これを煮殺した。
初平3年（192年）、董卓が王允に謀殺されると、徐栄はそのまま王允に従った。その後、長安に攻め上ってきた李傕・郭汜の軍を胡軫・楊定らと新豊で迎撃するが、胡軫・楊定の裏切りもあり敗れて戦死した。

## 三国志演義
小説『三国志演義』では滎陽太守として登場するが、史実ではそもそも「滎陽太守」という地位自体が存在しない。董卓の長安遷都の際に追撃してきた曹操軍を李儒とともに撃ち破り、曹操の肩に矢を射当てる武勇を見せたものの、夏侯惇に槍で突き殺されている。